# Canossa

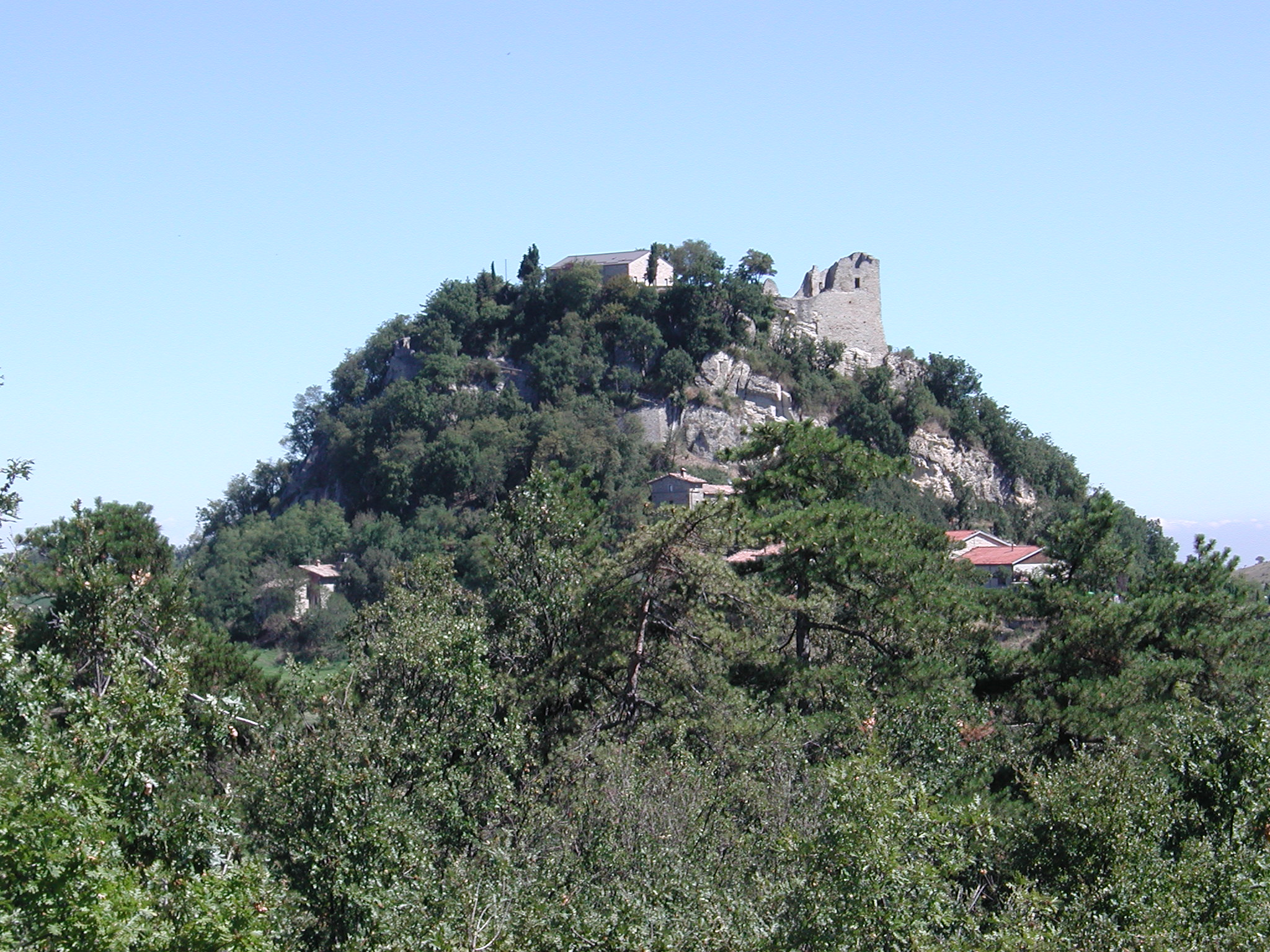
Ruinele burgului Canossa

Canossa este o localitate din nordul Italiei din provincia Emilia-Romagna.
La castelul din această localitate (astăzi doar o ruină) împăratul Henric al IV-lea al Sfântului Imperiu Roman a obținut, după o penitență de trei zile (până la 28 ianuarie 1077), ridicarea excomunicării pronunțate de papa Grigore al VII-lea.

## Demografie
Canossa - evoluția demografică

|  | Graficele sunt indisponibile din cauza unor probleme tehnice. Mai multe informații se găsesc la Phabricator și la wiki-ul MediaWiki. |

Date: Recensăminte sau birourile de statistică - grafică realizată de Wikipedia